# Kaaitara
Kaaitara (auch: Tekaitara) ist ein Ort im nördlichen Teil des pazifischen Archipels der Line Islands nahe dem Äquator im Staat Kiribati mit einer Fläche von 0,12 km². 2020 wurden 95 Einwohner gezählt.

## Geographie
Kaaitara liegt an der Nordküste der Insel Teraina (früher auch Washington, New York oder Prospectus Island genannt). Er befindet sich zwischen Uteute im Osten und dem Hauptort Tangkore am Westende der Insel. In unmittelbarer Nähe liegt die alte Landepiste (TNQ) an der Nordküste. Haupterwerbszweige sind Kokosanbau und Fischerei. Im Süden liegen die Torfmoore East Bog und  West Bog.

## Klima
Das Klima ist tropisch heiß, wird jedoch von ständig wehenden Winden gemäßigt. Ebenso wie die anderen Orte der südlichen Line Islands wird Kaaitara gelegentlich von Zyklonen heimgesucht.